# Irina Fedótova
Irina Mijáilovna Fedótova –en ruso, Ирина Михайловна Федотова– (Krasnodar, URSS, 15 de febrero de 1975) es una deportista rusa que compitió en remo.
Participó en tres Juegos Olímpicos de Verano, obteniendo una medalla de bronce en Sídney 2000, en la prueba de cuatro scull, el séptimo lugar en Atlanta 1996 (cuatro scull) y el séptimo en Atenas 2004 (scull individual).
Ganó cuatro medallas en el Campeonato Mundial de Remo entre los años 1998 y 2005. Adicionalmente, obtuvo una medalla de oro en el Mundial de 2006, en el cuatro scull, que perdió por dopaje de su compañera de bote Olga Samulenkova.

## Palmarés internacional
| Juegos Olímpicos   | Juegos Olímpicos   | Juegos Olímpicos  | Juegos Olímpicos |
| Año                | Lugar              | Medalla           | Prueba           |
| ------------------ | ------------------ | ----------------- | ---------------- |
| 2000               | Sídney (Australia) | Medalla de bronce | Cuatro scull     |
| Campeonato Mundial |                    |                   |                  |
| Año                | Lugar              | Medalla           | Prueba           |
| 1998               | Colonia (Alemania) | Medalla de oro    | Scull individual |
| 2002               | Sevilla (España)   | Medalla de plata  | Doble scull      |
| 2003               | Milán (Italia)     | Medalla de bronce | Doble scull      |
| 2005               | Kaizu (Japón)      | Medalla de bronce | Cuatro scull     |
| 2006               | Eton (Reino Unido) | DSC               | Cuatro scull     |